# Campionat d'escacs de Jamaica
El Campionat d'escacs de Jamaica és un torneig d'escacs anual de Jamaica, per determinar el campió nacional. La primera edició va ser jugada el 1969. El campionat és normalment un torneig de dotze rondes pel sistema de tots contra tots. El campionat serveix també com a classificatori per a participar amb l'equip nacional a les Olimpíades d'escacs.

## Quadre d'honor
| #  | Any  | Campió[1]                      | Campiona              |
| 1  | 1969 | Alfred Thompson                |                       |
| 2  | 1970 | Steve Curry                    |                       |
| 3  | 1971 | Steve Curry                    |                       |
| 4  | 1972 | Harold Chan                    |                       |
| 5  | 1973 | Harold Chan                    | 1.Hope Anderson       |
| 6  | 1974 | Harold Chan                    |                       |
| 7  | 1975 | Thomas Figueroa Robert Wheeler |                       |
| 8  | 1976 | Sheldon Wong                   | 2.Hope Anderson       |
| 9  | 1977 | Sheldon Wong                   | 3.Heather Carrington  |
| 10 | 1978 | Harold Chan                    |                       |
| 11 | 1979 | Harold Chan Robert Wheeler     |                       |
| 12 | 1980 | Robert Wheeler                 |                       |
| 13 | 1981 | Robert Wheeler                 |                       |
| 14 | 1982 | Orrin Tonsingh                 | 4.Hope Anderson       |
| 15 | 1983 | Robert Wheeler                 | 5.Hope Anderson       |
| 16 | 1984 | Shane Matthews                 | 6.Hope Anderson       |
| 17 | 1985 | Neil Fairclough                | 7.Hope Anderson       |
| 18 | 1986 | Shane Matthews                 | 8.Claire Clarke       |
| 19 | 1987 | Shane Matthews                 | 9.Hope Anderson       |
| 20 | 1988 | Robert Wheeler                 | 10.Melanie Powell     |
| 21 | 1989 | Shane Matthews                 | 11.Melanie Powell     |
| 22 | 1990 | Orrin Tonsingh                 | 12.Claire Clarke      |
| 23 | 1991 | Grantel Gibbs Neil Fairclough  | 13.Maria Palmer       |
| 24 | 1992 | Ryan Palmer Jomo Pitterson     | 14.Christine Bennett  |
| 25 | 1993 | Jomo Pitterson                 | 15.Christine Bennett  |
| 26 | 1994 | Grantel Gibbs                  | 16.Christine Bennett  |
| 27 | 1995 | Russell Porter Duane Rowe      |                       |
| 28 | 1996 | Duane Rowe                     | 17.Fay O'Connor-Noble |
| 29 | 1997 | Shane Matthews                 | 18.Taneisha Fielding  |
| 30 | 1998 | Duane Rowe                     |                       |
| 31 | 1999 | Jomo Pitterson                 | 19.Natalee Gooden     |
| 32 | 2000 | Warren Elliott                 |                       |
| 33 | 2001 | Warren Elliott                 | 20.Keisha Ramator     |
| 34 | 2002 | Shane Matthews                 | 21.Deborah Richards   |
| 35 | 2003 | Shane Matthews                 | 22.Deborah Richards   |
| 36 | 2004 | Warren Elliott                 | 23.Deborah Richards   |
| 37 | 2005 | Warren Elliott                 | 24.Deborah Richards   |
| 38 | 2006 | Duane Rowe                     | 25.Deborah Richards   |
| 39 | 2007 | Warren Elliott                 | 26.Deborah Richards   |
| 40 | 2008 | Equitable Brown                | 27.Deborah Richards   |
| 40 | 2009 | Equitable Brown                | 28.Deborah Richards   |
| 41 | 2010 | Warren Elliott                 | 29.Deborah Richards   |
| 43 | 2011 | Damion Davy                    | 30.Deborah Richards   |
| 44 | 2012 | Andrew Mellace Damion Davy     | 31.Krishna Gray       |
| 45 | 2013 | Damion Davy                    | 32.Annesha Smith      |
| 46 | 2014 | Andrew Mellace                 | 33.Rachel Miller      |
| 47 | 2015 | Warren Elliot                  | 34.Ariel Barnett      |
| 48 | 2016 | Warren Elliot                  | 35.Annesha Smith      |
| 49 | 2017 | Shreyas Smith                  | 36.Annesha Smith      |
| 50 | 2018 | Damion Davy                    | 37.Krishna Grey       |
| 51 | 2019 | Shreyas Smith                  | 38.Annesha smith      |
| 52 | 2020 | Shreyas Smith                  |                       |
| 53 | 2022 | Shreyas Smith                  | 39.Gabriella Watson   |
| 54 | 2023 | Jaden Shaw                     |                       |
| 55 | 2024 | Shreyas Smith                  | 41.Gabriella Watson   |